# Emry Arthur
Emry Arthur (* 17. September 1902 in Elk Spring Valley, Kentucky; † 22. August 1967 in Indianapolis, Indiana) war ein US-amerikanischer Old-Time-Musiker. Arthur nahm eine frühe Version des Songs Man of Constant Sorrow auf.

## Leben

### Kindheit und Jugend
Emry Arthur wurde um die Jahrhundertwende im Elk Spring Valley im Wayne County, Kentucky, geboren. Sein Vater sammelte alte traditionelle Lieder aus Kentucky und die gesamte Familie war aufgrund ihrer Musikalität in der Umgebung bekannt. Arthur selbst lernte Gitarre, musste später aber einen einfacheren, perkussiveren Stil als damals üblich spielen, da er einen Finger bei einem Jagdunfall verloren hatte. Mit seinen Brüdern Sam und Henry, die Fiddle und Banjo spielen, trat er bereits früh auf. Durch Dick Burnett, der im nahegelegenen Monticello wohnte und ein bekannter der Familie war, lernte Arthur Burnetts Farewell Song, den Arthur später unter dem Titel Man of Constant Sorrow einspielte.

### Karriere

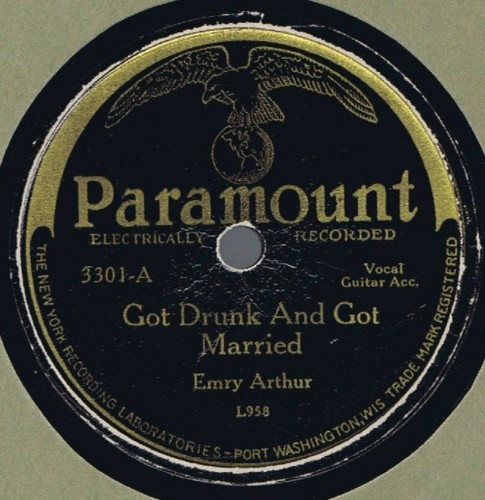
Got Drunk and Got Married

Mitte der 1920er-Jahre zog Arthur nach Indianapolis, um Arbeit zu finden. Er verdiente dort sein Geld mit verschiedenen Jobs, verfolgte aber das Ziel, eine Karriere als Musiker einzuschlagen. Dick Burnett und Leonard Rutherford, die in seinem Heimatstaat Kentucky bereits um 1914 Berühmtheiten waren, inspirierten ihn dazu. Zusammen mit Bruder Henry reiste er 1928 nach Chicago und hielt am 17. und 18. Januar für Vocalion Records seine erste Session ab, während der unter anderem mit Henry Man of Constant Sorrow einspielte. Die Platten verkauften sich gut, sodass Arthur erneut ins Studio eingeladen wurde. 1929 kehrte er mit William Rexroat zurück, um weitere Aufnahmen zu machen. Nicht nur traditionelles Liedgut war für Arthur interessant, sondern auch Blues und selbstgeschriebenes Material. Beispielsweise nahm er zwei Kompositionen seines Managers W.E. Myer, Sunshine and Shadows sowie True Love Divine, später für Paramount auf. Zudem wirkte er für Dock Boggs auf dessen Lonesome-Ace-Session als Gitarrist und spielte als Sänger für Floyd Thompsons Band, den Home Towners, eine Platte ein.
1929 ließ seine Frau sich jedoch von Arthur scheiden und er verlor aufgrund der Wirtschaftsdepression seinen Vertrag mit Vocalion. Frustriert zog Arthur nach Port Washington, Wisconsin, wo er Arbeit bei der Wisconsin Chair Company fand. Das Unternehmen besaß das Label Paramount Records und als Arthurs Vorgesetzten erfuhren, wer er war, vermittelten sie an das Plattenlabel weiter. Hier nahm Arthur weitere Songs auf, jedoch verkauften diese sich nur sehr schlecht und Paramount wurde bald darauf geschlossen.
Arthur zog danach zurück nach Indianapolis, wo er den Rest seines Lebens verbrachte. Seine letzten Aufnahmen machte er 1935 für Decca Records, die sich ebenfalls nur schlecht verkauften. Danach zog Arthur sich aus dem Musikgeschäft zurück. Er starb 1966 in Indianapolis. Im Gegensatz zu vielen anderen Folk-Musikern seiner Zeit verfolgte Arthur seine Karriere zielstrebig, konzentrierte sich jedoch nur auf das Plattengeschäft und trat so gut wie nie auf oder war im Radio zu hören. Zudem hinterließ er keine Autobiographie oder Interviews mit Folkloristen, sodass er heute trotz seines umfassenden Werkes von 80 Stücken fast vergessen ist.

## Diskografie
Paramount-Aufnahmen wurden auch bei Broadway Records und Lonesome Ace Records veröffentlicht.
| Jahr                  | Titel                                                                            | #    | Anmerkungen                                                                    |
| --------------------- | -------------------------------------------------------------------------------- | ---- | ------------------------------------------------------------------------------ |
| Veröffentlichte Titel |                                                                                  |      |                                                                                |
| Vocalion Records      |                                                                                  |      |                                                                                |
| 1928                  | Shining for the Master / Love Lifted Me                                          | 5205 | mit Henry Arthur                                                               |
|                       | I’ll Remember You Love Me In My Prayers / I Can Never Forget                     | 5206 | mit Henry Arthur                                                               |
|                       | Goodbye, My Lover, Goodbye / Heave Ho the Anchor                                 | 5209 |                                                                                |
| 1928                  | Man of Constant Sorrow / Down in Tennessee Valley                                | 5208 |                                                                                |
|                       | Let That Liar Alone / The Little Black Train is Coming                           | 5229 |                                                                                |
|                       | Nobody’s Business / Going Around the World                                       | 5230 |                                                                                |
|                       | Wandering Gypsy Girl / She’s a Flower from the Fields of Alabama                 | 5234 | B-Seite mit Henry Arthur                                                       |
|                       | Bring Back to Me My Wandering Boy / Your Mother’s Going to Leave You Bye and Bye | 5244 | Mit Frank Owens                                                                |
|                       | The Rich Man and Joe Smith / Ethan Lang                                          | 5249 |                                                                                |
|                       | Empty Pocket Blues / Train Whistle Blues                                         | 5264 |                                                                                |
|                       | My Girl She’s a Lulu / Mary Don’t Go                                             | 5288 |                                                                                |
|                       | I Tickled Her Under the Chin / Build Me a Bungalow                               | 5323 | A-Seite mit William Rexroat; B-Seite von William Rexroat’s Cedar Crest Singers |
|                       | The Wanderer / The White Rose                                                    | 5335 | mit William Rexroat                                                            |
|                       | Frankie Baker / Frankie Baker, Part II                                           | 5340 |                                                                                |
|                       | Mountain Daddy Blues / Prison Bound Blues                                        | 5351 |                                                                                |
|                       | My Mother in Law / I Got Drunk and I Got Married                                 | 5354 |                                                                                |
|                       | Mother’s in Heaven Tonight / The Blind Boy                                       | 5358 |                                                                                |
|                       | The Bootlegger’s Song / I Love Nobody But You                                    | 5385 | B-Seite von Clarence & Claude Ganus                                            |
|                       | Remember the Old Folks Back Home / The Dying Soldier                             | 5396 | B-Seite von Clarence Ganus                                                     |
| Paramount Records     |                                                                                  |      |                                                                                |
| 1929                  | The Broken Wedding / I’m Always Thinking of You                                  | 3221 |                                                                                |
| 1929                  | The Bluefield Murder / George Collins                                            | 3222 | mit Della Hatfield                                                             |
| 1929                  | Reuben Oh Reuben / She Lied to Me                                                | 3237 |                                                                                |
|                       | The Bloodstained Dress / The Day I Left Home                                     | 3243 | mit Della Hatfield                                                             |
|                       | Jennie My Own True Love / A Railroad Lover for Me                                | 3249 | mit Della Hatfield                                                             |
|                       | Sunshine and Shadows / True Love Divine                                          | 3251 | mit Della Hatfield                                                             |
| 1931                  | I’m a Man of Constant Sorrow / The Married Man                                   | 3289 |                                                                                |
| 1931                  | There’s a Treasure Up in Heaven / Short Life of Trouble                          | 3290 | A-Seite mit Della Hatfield                                                     |
|                       | Reuben Oh Reuben / She Lied to Me                                                | 3295 | Wiederveröffentlichung als Elroy Anderson                                      |
|                       | I’m Going Back to the Girl I Love / Careless Love                                | 3298 |                                                                                |
|                       | Got Drunk and Got Married / I Tickled Her Under the Chin                         | 3301 |                                                                                |
| Decca Records         |                                                                                  |      |                                                                                |
|                       | The Broken Wedding / My Own True Lover                                           | 5067 |                                                                                |
|                       | Rambling Hobo Blues / Don’t Get Married                                          | 5068 |                                                                                |
|                       | Look Out for the Window / I’m Always Thinkin’ of You                             | 5085 |                                                                                |
|                       | Six Months in Jail Ain’t Long / Bootlegger’s Lullaby                             | 5127 |                                                                                |